# Elijah Molden
Elijah Monroe Molden (New Orleans, 30 gennaio 1999) è un giocatore di football americano statunitense che milita nel ruolo di cornerback per i Los Angeles Chargers della National Football League (NFL).

## Carriera

### Tennessee Titans
Molden al college giocò a football a Washington. Fu scelto nel corso del terzo giro (100º assoluto) nel Draft NFL 2021 dai Tennessee Titans. Debuttò come professionista nella gara del primo turno contro gli Arizona Cardinals mettendo a segno 2 tackle. La sua stagione da rookie si concluse con 58 placcaggi, un intercetto e un fumble forzato in 16 presenze, 7 delle quali come titolare.

### Los Angeles Chargers
Il 28 agosto 2024 Molden fu scambiato con i Los Angeles Chargers per una scelta del settimo giro del Draft 2025.